# チャールズ・マーティン
チャールズ・マーティン（Charles Martin、1986年4月24日 - ）は、アメリカ合衆国のプロボクサー。ミズーリ州セントルイス出身。元IBF世界ヘビー級王者。長いリーチから放たれる強打を売りにする選手。

## 来歴
22歳でボクシングをはじめる。アマチュアで63戦したあとプロへ転向した。
2012年10月27日、マーティンはプロデビューを果たし初回終了KO勝ちで白星でデビューを飾った。
2013年3月30日、アルバロ・モラレスと対戦するが4回1-0(40-36、2者が38-38)の引き分けに終わりマーティンのプロ連続KO勝ちは6で止まった。
2014年4月16日、アレクサンダー・フローレスとNABO北米ヘビー級王座決定戦を行い4回1分14秒KO勝ちで王座獲得に成功した。
2014年7月23日、カーソン・マンスウェルと対戦。3回に2度倒し3回2分33秒TKO勝ちで初防衛に成功した。
2015年2月28日、ラファエル・ザンブラーノ・ラブと対戦し最終10回1分47秒KO勝ちで2度目の防衛に成功した。
2015年4月25日、マディソン・スクエア・ガーデンでトム・ダラスと対戦し初回2分56秒TKO勝ちで3度目の防衛に成功した。
2015年9月26日、ビンセント・サンチェスと対戦。2回と3回にダウンを奪い3回35秒TKO勝ちで4度目の防衛に成功した。
2016年1月16日、バークレイズ・センターでデオンテイ・ワイルダー対アルツール・スピルカの前座で、タイソン・フューリーの王座剥奪により空位となったIBF世界ヘビー級王座決定戦でIBF世界ヘビー級1位のビャチェスラフ・グラスコフと対戦。試合は3回にグラスコフがパンチを放った際に右足を痛めて試合を放棄、あっけない幕切れとなったがマーティンが3回TKO勝利を収めて王座獲得に成功した。マーティンは25万ドル（3千万円）、グラスコフは52万4千ドル（6千万円）のファイトマネーを受け取った。
2016年4月9日、ロンドンのO2アリーナでロンドンオリンピック金メダリストでIBF世界ヘビー級4位のアンソニー・ジョシュアと対戦し、プロ初黒星となる2回1分52秒KO負けを喫し初防衛に失敗、王座から陥落した。
2016年8月2日、ロサンゼルスのダウンタウンで早朝5時頃、車で近付いてきた面識が無い2人の男と口論となり発砲された。弾は逸れたが逃げた犯人を車で追跡した際に電柱に激突した。再び犯人に銃撃され、上腕部に出血多量で死にかけるほどの重傷を負って病院に運ばれ一命を取り留めた。
2020年2月22日、MGMグランド・ガーデン・アリーナでIBF世界ヘビー級9位のジェラルド・ワシントンとIBF世界ヘビー級挑戦者決定戦を行い、6回1分57秒TKO勝ちを収めアンソニー・ジョシュアへの再戦の権利を獲得した。
2022年1月1日、セミノール・ハード・ロック・ホテル・アンド・カジノ内ハード・ロック・ライブでIBF世界ヘビー級10位のルイス・オルティスとIBF世界ヘビー級挑戦者決定戦として対戦し、初回と4回にダウンを奪うが、6回1分37秒TKO負けを喫しオレクサンドル・ウシクへの挑戦権を獲得出来なかった。

## 獲得タイトル
- NABO北米ヘビー級王座
- IBF世界ヘビー級王座（防衛0）

## ペイ・パー・ビュー売上げ
| 開催年月日   | イベント                                      | 販売件数 | テレビ局 | 備考   |
| ------------ | --------------------------------------------- | -------- | -------- | ------ |
| 2022年1月1日 | ルイス・オルティス vs. チャールズ・マーティン | 2万5千件 | FOX      | 40ドル |